# 白鳥清
白鳥 清（白鳥 淸、しらとり きよし、1893年3月21日 - 1972年8月9日）は、日本の歴史学者。学習院教授、立教大学文学部教授、聖心女子大学教授。専門は東洋史学。

## 人物・経歴
1893年（明治26年）、千葉県市原郡戸田村（現・市原市）生まれ。旧姓は鈴木。
1916年（大正5年）、第六高等学校一部英法科卒業。1917年（大正6年）、叔父の八代国治の媒酌により、白鳥庫吉（東洋史学者、邪馬台国北九州説の提唱者）の長女と結婚し、その嗣子となる。1920年（大正9年）、東京帝国大学文学部史学科（東洋史専攻）卒業。
1925年（大正14年）4月に、立教大学文学部に史学科が創設され、最初の教授陣の一人として東洋史を講じた。白鳥に加え、同じ東洋史に原田淑人（日本近代東洋考古学の父）、西洋史に小林秀雄、日本史に竹岡勝也、辻善之助（実証的な日本仏教史の確立者）、藤本了泰、中村勝麻呂という陣容で始まり、1年後には西洋史に野々村戒三、東洋史に市村瓚次郎（日本の東洋史学の開拓者）が教授陣に加わった。当初専任教授は小林だけで、その他は兼任教授であったが、いずれも後年、各分野の第一人者となった人物であり、充実した陣容であった。昭和初期にも立教大学文学部教授を務めている。
1928年（昭和3年）より学習院教授を兼ねる。1944年（昭和19年）立教大学文学部閉鎖により退職、1946年（昭和21年）学習院を依願退職。1952年（昭和27年）より聖心女子大学文学部教授を務め、1957年（昭和32年）退職。1960年（昭和35年）立教大学教授、1964年（昭和39年）退職。
長男に白鳥芳郎（東洋史学者、上智大学名誉教授）がいる。長女・美千代は服部広太郎の長男・親行に嫁いだ。

## 主な著書
- 『標準中學甲號東洋史』中等教科書出版協会 1934年9月
- 『標準中學乙號東洋史』中等教科書出版協会 1934年10月
- 『女子東洋史教本』中等教科書出版協会 1934年10月
- 『古代支那人の民間信仰』岩波書店 1935年7月
- 『東洋史概説』大観堂書店 1940年
- 『北亜細亜学報 (第一輯) 』南亜細亜文化研究所 1942年12月5日
- 『日本・中国古代法の研究 : 神判・誓盟の研究』白鳥清先生頌寿記念会，柏書房 1972年